# Oulu (stad)
Oulu (Zweeds: Uleåborg) is een stad met 211.848 inwoners (2022) iets ten noordwesten van het midden van Finland. Alvorens de Finse provincies op 1 januari 2010 werden vervangen door regio's, was Oulu de hoofdstad van de gelijknamige provincie. Oulu ligt aan de monding van de rivier Oulujoki aan de Botnische Golf. Oulu is de op vijf na grootste gemeente en het vierde stedelijk gebied van het land. Oulu is de enige grote stad in de noordelijke helft van Finland en geldt daarom als 'hoofdstad van het Noorden'. Oulu groeit snel, er is sprake van een trek van de bevolking vanuit Noord-Finland naar de stad, waar men meer mogelijkheden op werk en educatie aantreft. De stad heeft een universiteit.

## Economie
Oulu is ontstaan als zeehaven; de havenfunctie is echter in de loop der jaren minder belangrijk geworden. Oulu bezit inmiddels wel de tweede luchthaven van het land. De belangrijkste traditionele industrieën waren metaal-, leer- en houtverwerking. Vandaag de dag zijn elektrotechniek, telecommunicatie en informatietechnologie echter de belangrijkste sectoren die bijdragen aan de ontwikkeling van de stad. Van belang is daarbij het samenspel tussen bedrijfsleven en de universiteit. Oulu staat hierdoor bekend als Hightech-stad.

## Geschiedenis
De stad groeide uit rond een kasteel dat in 1590 werd gesticht; in 1610 ontving het stadsrechten. In de 19e eeuw werd het een belangrijk commercieel centrum; Oulu was exporthaven voor teer, dat in het achterland werd geproduceerd en in grote hoeveelheden werd geëxporteerd. De stad telde in die tijd de grootste handelsvloot van het land. In 1882 werd Oulu grotendeels vernietigd door een grote brand, maar de stad werd weer herbouwd. De Universiteit van Oulu werd opgericht in 1959 om het noorden van het land van hoger onderwijs te voorzien. Het Finse telecommunicatieconcern Nokia heeft eind 20e eeuw grote onderzoeks- en productiefaciliteiten in Oulu gevestigd, die voor een belangrijk deel aan de ontwikkeling van de stad hebben bijgedragen.
In 2009 is de gemeente Ylikiiminki bij de gemeente gevoegd en in 2013 zijn de gemeenten Haukipudas, Kiiminki, Oulunsalo en Yli-Ii opgegaan in de gemeente.

## Sport
IJshockeyclub Kärpät uit Oulu is meervoudig Fins landskampioen en speelt haar thuiswedstrijden in de Oulun Energia Areena.
In het Finse voetbal speelt Oulu geen hoofdrol. De lokale voetbalclubs OLS Oulu en OTP Oulu werden nooit landskampioen. En een tijdelijke fusie tot FC Oulu was weinig succesvol en maar een kort leven beschoren. AC Oulu komt wel sinds 2021 uit in de Veikkausliiga, het hoogste voetbalniveau. Daarin is het de noordelijkste club uit de Veikkausliiga.

## Partnersteden
Oulu is via partnerschap verbonden met volgende steden:
- Nur-Sultan (Kazachstan)
- Alta (Noorwegen)
- Arkangeli (Rusland)
- Boden (Zweden)
- Bursa (Turkije)
- Halle (Duitsland)
- Hangzhou (China)
- Leverkusen (Duitsland)

## Geboren in Oulu
- Ilta Ekroos (1847), operazangeres
- Juho Vennola (1872), politicus
- Leevi Madetoja (1887), componist en dirigent
- Seppo Pyykkö (1955), voetballer
- Mika Nurmela (1971), voetballer
- Aarno Turpeinen (1971-2022), voetballer
- Antti Niemi (1972), voetballer
- Sami Väisänen (1973), voetballer
- Ville Väisänen (1977), voetballer
- Janne Hietanen (1978), voetballer
- Jari Ilola (1978), voetballer
- Matti Hautamäki (1981), schansspringer
- Susanna Pöykiö (1982), kunstschaatsster
- Jarkko Hurme (1986), voetballer
- Anssi Koivuranta (1988), noordse combinatieskiër
- Toni Kolehmainen (1988), voetballer

## Galerij

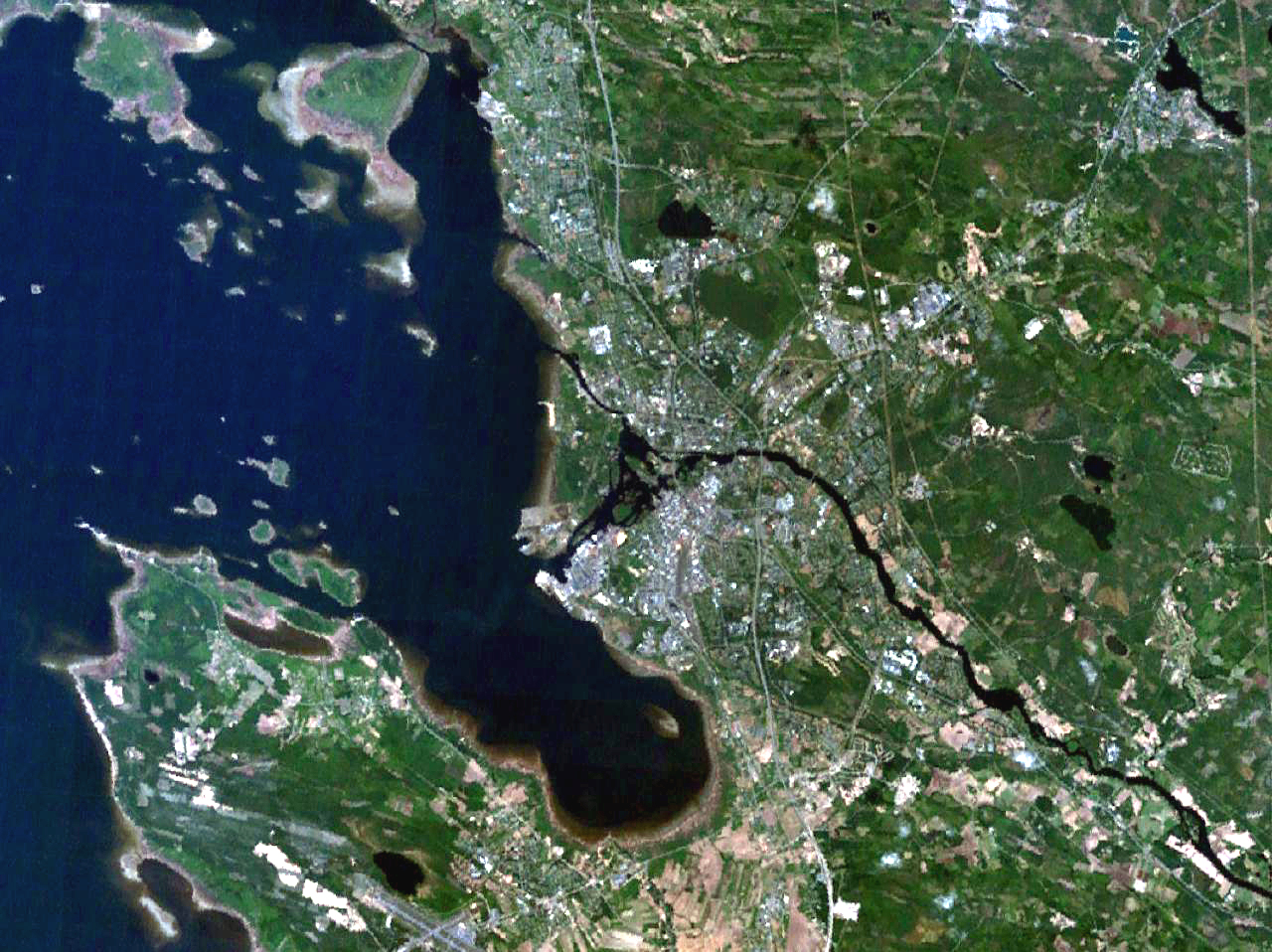
Satellietfoto
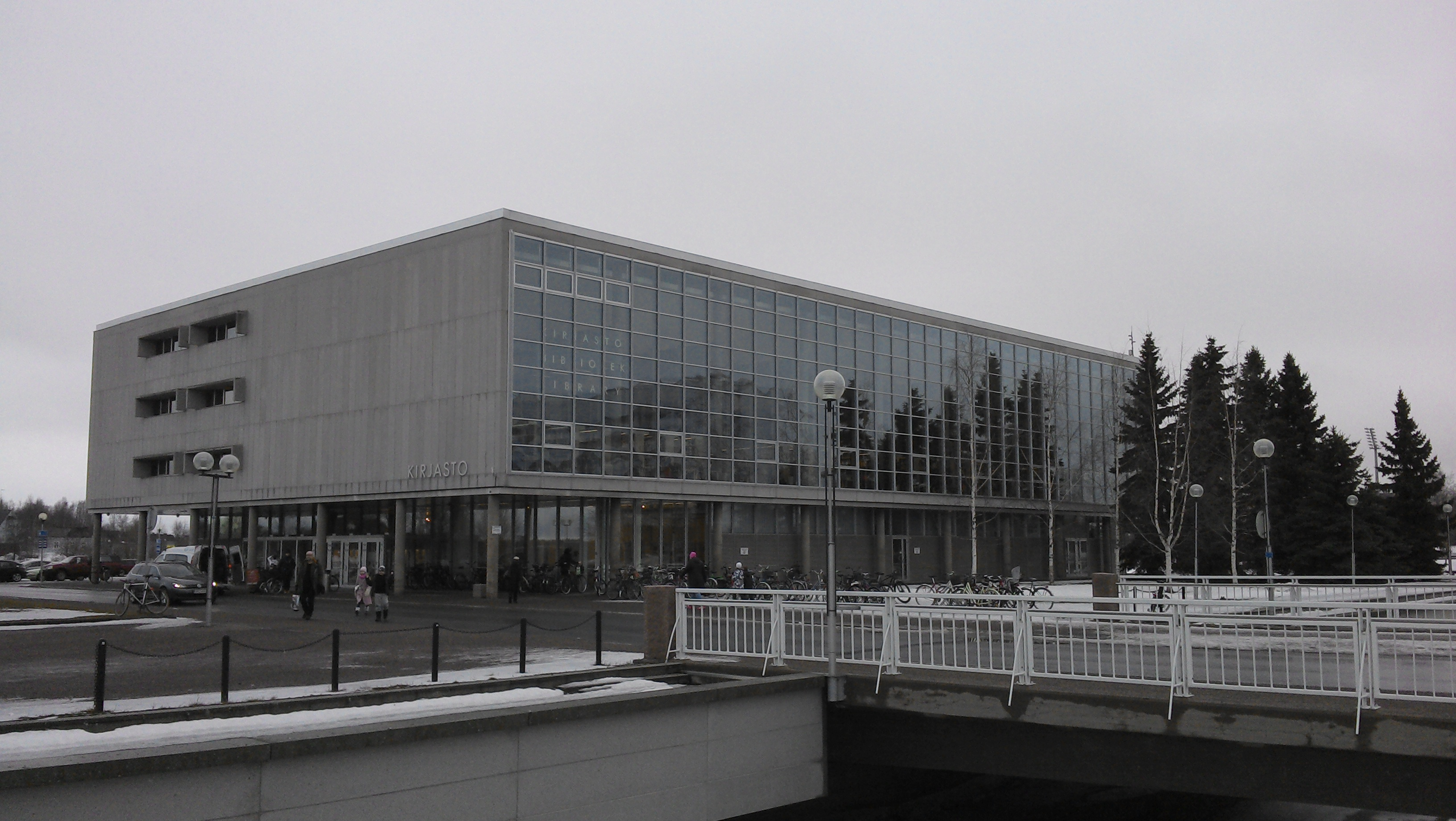
Centrale bibliotheek Oulu